# Розкатіха (Притобольний район)
Розкаті́ха (рос. Раскатиха) — село у складі Притобольного району Курганської області, Росія. Адміністративний центр Розкатіхинської сільської ради.
Населення — 696 осіб (2010, 810 у 2002).
Національний склад станом на 2002 рік:
- росіяни — 97 %